# Donald bénévole
Pour plus de détails, voir Fiche technique et Distribution.
Donald bénévole (The Volunteer Worker) est un court métrage d'animation américain de la série des Donald Duck, sorti le 1er septembre 1940 réalisé par les studios Disney.

## Synopsis
Donald fait du porte à porte afin de récolter de l'argent pour soutenir l'effort de guerre américain. Les portes restent désespérément fermées jusqu'à ce qu'un homme creusant une rigole dans la rue lui donne un peu d'argent.

## Fiche technique
- Titre original : The Volunteer Worker
- Autres titres[1] :
  -  France : Donald bénévole
- Série : Donald Duck
- Voix : Clarence Nash (Donald)
- Distributeur : RKO Radio Pictures
- Date de sortie : 1er septembre 1940[2]
- Format d'image : Couleur (Technicolor)
- Durée : 3 min
- Langue : (en)
- Pays :  États-Unis

## Commentaires
Ce film de "propagande" est très court comparé aux autres dessins animés de Donald Duck. Il a été conçu principalement pour soutenir l'effort de guerre américain.